# Pax Britannica

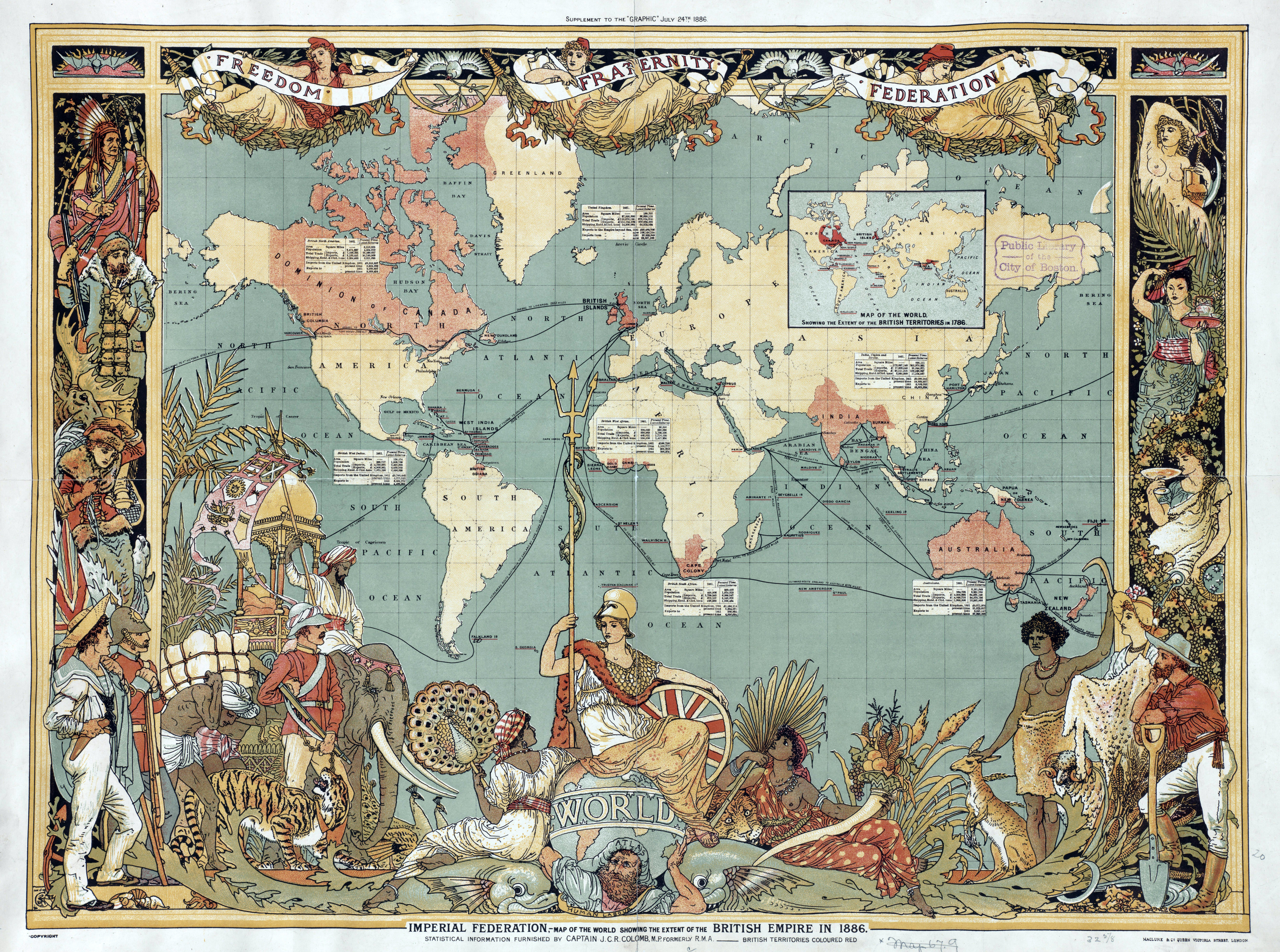
Un'elaborata mappa dell'Impero britannico nel 1886, contrassegnata in rosa, il colore tradizionale per i domini britannici imperiali sulle mappe.

La Pax Britannica (latino per "Pace Britannica", ispirata alla Pax romana) fu il periodo di relativa pace tra le Grandi Potenze durante il quale l'Impero britannico divenne il potere egemonico globale e assunse il ruolo di "poliziotto globale".
Tra il 1815 e il 1914, in un periodo indicato come il "secolo imperiale" britannico circa 26 milioni di chilometri quadrati di territorio e circa 400 milioni di persone si aggiunsero all'Impero britannico. La vittoria sulla Francia napoleonica lasciò gli Inglesi senza alcun serio rivale internazionale, tranne la Russia in Asia centrale. Tuttavia, quando la Russia tentò di espandere la sua influenza nei Balcani a scapito degli Ottomani, gli Inglesi e i Francesi si schierarono con questi ultimi sconfiggendo la Russia nella guerra di Crimea (1853-1856).
La Royal Navy britannica controllava la maggior parte delle principali rotte commerciali marittime e godeva di una forza marittima incontestata (nell'ultima fase tale supremazia fu protetta dallo "standard delle due potenze"). Accanto al controllo formale esercitato sulle sue stesse colonie, la posizione dominante del Regno Unito nel commercio mondiale lasciò agli Inglesi il controllo efficace dell'accesso a molte altre regioni, come l'Asia e l'America Latina. Con grande disappunto di altri imperi coloniali, aiutarono anche gli Stati Uniti a sostenere la dottrina Monroe, che aiutò a mantenere la pace nelle Americhe. Commercianti, spedizionieri e banchieri britannici godevano di un enorme vantaggio su tutti gli altri, avendo un "impero informale" in aggiunta alle loro colonie.

## Storia
Dopo aver perso le colonie americane durante la Rivoluzione americana, la Gran Bretagna rivolse le proprie mire coloniali verso l'Asia, il Pacifico e successivamente l'Africa con successive esplorazioni che portarono alla nascita del Secondo impero britannico (1783-1815). La rivoluzione industriale iniziò in Gran Bretagna alla fine del 1700 e fece emergere nuove idee sui mercati liberi, come espresso nel La ricchezza delle nazioni (1776) di Adam Smith.
Il libero scambio divenne un concetto chiave che il Regno Unito praticò dagli anni 1840. Esso giocò un ruolo chiave nella sua crescita economica e dominio finanziario.

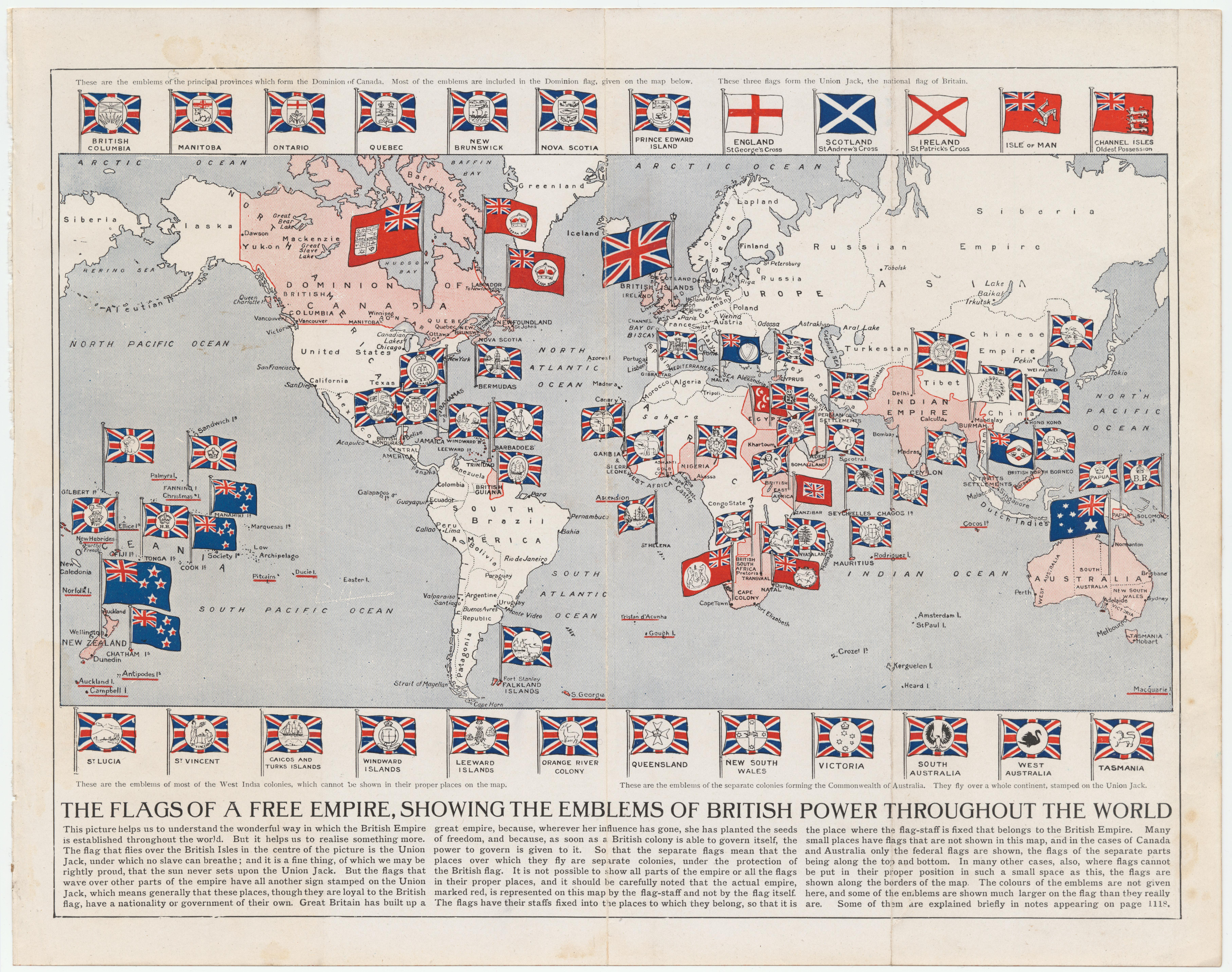
Mappa dell'Impero britannico (dal 1910)

Dalla fine delle guerre napoleoniche nel 1815 fino alla prima guerra mondiale nel 1914, il Regno Unito ricoprì una egemonia globale. L'imposizione di una "Pace britannica" sulle principali rotte commerciali marittime iniziò nel 1815 con l'annessione del British Ceylon (oggi Sri Lanka). Sotto il controllo britannico del Golfo Persico, i governanti arabi locali accettarono una serie di trattati che formalizzarono la protezione britannica della regione. Il Regno Unito impose un trattato antipirateria, noto come Trattato marittimo generale del 1820, su tutti i sovrani arabi della regione. Firmando la tregua marittima perpetua del 1853, i sovrani arabi rinunciarono al loro diritto di condurre una guerra in mare in cambio della protezione britannica contro le minacce esterne. La superiorità globale dell'esercito e del commercio britannico fu agevolata da un'Europa continentale divisa e relativamente debole, e dalla presenza della Royal Navy su tutti gli oceani e i mari del mondo. Anche al di fuori del suo impero formale, il Regno Unito controllava il commercio con molti paesi come Cina, Siam e Argentina. In seguito al Congresso di Vienna, la forza economica dell'Impero britannico continuò a svilupparsi attraverso il dominio navale e gli sforzi diplomatici per mantenere un equilibrio di potere nell'Europa continentale.
In questa era, la Royal Navy fornì servizi in tutto il mondo a beneficio di altre nazioni, come la repressione della pirateria e il blocco della tratta degli schiavi. Lo Slave Trade Act del 1807 ne aveva vietato il commercio in tutto l'Impero britannico, dopo di che la Royal Navy istituì lo squadrone dell'Africa occidentale e il governo negoziò trattati internazionali in base ai quali poterono applicare il divieto. L'energia del mare, tuttavia, non proiettava a terra. Le guerre di terra combattute tra le maggiori potenze includono la guerra di Crimea, la guerra franco-austriaca, la guerra austro-prussiana e la guerra franco-prussiana, nonché numerosi conflitti tra potenze minori. La Royal Navy portò avanti la prima guerra dell'oppio – e la seconda guerra dell'oppio – contro la Cina imperiale. La Royal Navy era potente più del doppio di qualsiasi altra marina del mondo. Tra il 1815 e il passaggio delle leggi navali tedesche del 1890 e del 1898, solo la Francia rappresentò una potenziale minaccia navale.
L'evento più decisivo emerse dalla guerra anglo-egiziana, che portò all'occupazione britannica in Egitto per sette decenni, anche se l'Impero ottomano mantenne la proprietà nominale fino al 1914. Lo storico AJP Taylor affermò che questo "è stato un grande evento; in effetti, l'unico vero evento nelle relazioni internazionali tra la battaglia di Sedan e la sconfitta della Russia nella guerra russo-giapponese". Taylor sottolineò l'impatto a lungo termine:
L'occupazione britannica dell'Egitto alterò l'equilibrio del potere. Non solo diede la sicurezza alla Gran Bretagna della rotta verso l'India; li rese anche padroni del Mediterraneo orientale e del Medio Oriente; rese inutile per loro stare in prima linea contro la Russia nello Stretto. E così preparò la strada per l'Alleanza franco-russa dieci anni dopo.
Il Regno Unito a commerciava in lungo e in largo beni e capitali con Paesi di tutto il mondo, adottando una politica di libero scambio dopo il 1840. La crescita della forza imperiale britannica fu ulteriormente sostenuta dalla nave a vapore e dal telegrafo, nuove tecnologie inventate nella seconda metà del XIX secolo, che le consentirono di controllare e difendere l'impero. Nel 1902, l'Impero britannico era collegato da una rete di cavi telegrafici, la cosiddetta All Red Line.
La Pax Britannica fu indebolita dal crollo dell'ordine continentale che fu sancito dal Congresso di Vienna. Le relazioni tra le grandi potenze d'Europa furono messe a dura prova da questioni come il declino dell'Impero ottomano, che portarono alla guerra di Crimea, e in seguito dalla nascita di nuovi stati nazionali come l'Italia e la Germania dopo la guerra franco-prussiana. Entrambe queste guerre coinvolsero gli stati e gli eserciti più grandi d'Europa. L'industrializzazione della Germania, dell'Impero del Giappone e degli Stati Uniti contribuirono al relativo declino della supremazia industriale britannica solo alla fine del XIX secolo.